# John McEwen (Leichtathlet)
John McEwen (* 5. März 1974) ist ein ehemaliger US-amerikanischer Hammerwerfer.
2002 wurde er Sechster beim Leichtathletik-Weltcup in Madrid.
2003 belegte er Panamerikanischen Spielen in Santo Domingo den dritten Platz, wurde aber disqualifiziert, nachdem bei seinem Dopingtest von den US-Meisterschaften, wo er Zweiter geworden war, Tetrahydrogestrinon entdeckt wurde. Wegen dieses Verstoßes gegen die Dopingbestimmungen wurde er für zwei Jahre gesperrt.
2001 und 2002 wurde er US-Hallenmeister im Gewichtweitwurf.

## Persönliche Bestleistungen
- Hammerwurf: 74,73 m, 19. April 2003, Walnut
- Gewichtweitwurf (Halle): 23,25 m, 25. Januar 2002, Findlay, OH 	25 JAN 2002